# Фрухвиртова, Линда
Линда Фрухвиртова (чеш. Linda Fruhvirtová; род. 1 мая 2005, Прага) — чешская теннисистка. Победительница одного турнира из серии мирового тура WTA в одиночном разряде.

## Общая биография
Родилась в Праге. Старшая сестра теннисистки Бренды Фрухвиртовой.
Сёстры Фрухвиртовы тренируются в Теннисной академии Муратоглу на юге Франции с 2017 года и являются стипендиатами фонда Патрика Муратоглу.

## Спортивная карьера

### 2019—2020
Начиная с Открытого чемпионата Франции по теннису 2019 года, играла как в одиночном, так и в парном разряде на юниорских соревнованиях.
Вместе с партнёршей Камиллой Бартоне вышла в полуфинал юниорского парного разряда Открытого чемпионата Австралии 2020 года.
В феврале 2020 года вышла в 1/8 финала на турнире Zed Open, а в феврале вышла в четвертьфинал на турнире AK Ladies Open.
Дебютировала в WTA-туре, получив уайлд-кард в одиночном разряде на турнир в Праге в 2020 году. Проиграла в первом круге Кристине Плишковой со счетом 2:6 и 5:7.

### 2022—2023
С 2022 года играет в турнирах WTA-тура. В квалификации к Indian Wells Open уступила своей соотечественнице Марии Боузковой.
Перед турниром в Майами (WTA 1000), в 2022 году, занимала 279-е место в мировом рейтинге. В первом раунде одолела Данку Ковинич, затем переиграла Элизу Мертенс из Бельгии. В своём третьем матче выиграла у Виктории Азаренко. Только в 1/8 финала уступила Пауле Бадосе из Испании, 2:6, 3:6. После турнира поднялась на 91 позицию вверх и стала занимать 188-е место.
На Открытом чемпионате США 2022 года успешно прошла квалификацию и одержала победу в первом раунде основного турнира. Во втором круге уступила Гарбинье Мугурусе. В сентябре 2022 в Индии на турнире WTA 250 стала победительницей и выиграла первый титул в карьере.
В 2023 году на Открытом чемпионате Австралии по теннису, заявившись в основную сетку, в первом раунде одолела Джейми Фурлис, затем переиграла Кимберли Бирелл и Маркету Вондроушову. В четвёртом круге в трёхсетовом поединке уступила дорогу в четвертьфинал хорватке Донне Векич.

### 2024
В январе на Australian Open Фрухвиртова в первом круге одиночного разряда проиграла бразильянке Беатрис Хаддад Майе. В парном разряде совместно с американкой Эшлин Крюгер в первом круге проиграла Габриэле Дабровски и Эрин Рутлифф.

## Рейтинг на конец года
| Год  | Одиночный рейтинг | Парный рейтинг |
| 2023 | 89                | 236            |
| 2022 | 78                | 341            |
| 2021 | 296               | 693            |
| 2020 | 793               | 997            |

## Выступления на турнирах

### Финалы турнировWTAв одиночном разряде (1)

#### Победы (1)
| Легенда:                    |
| --------------------------- |
| Турниры Большого Шлема (0*) |
| Олимпиада (0)               |
| Итоговый чемпионат года (0) |
| Premier Mandatory (0)       |
| Premier 5 (0)               |
| Premier (0)                 |
| International (1+0)         |

| Титулы по покрытиям | Титулы по месту проведения матчей турнира |
| ------------------- | ----------------------------------------- |
| Хард (1)            | Зал (0)                                   |
| Грунт (0+0)         | Зал (0)                                   |
| Трава (0)           | Открытый воздух (1+0)                     |
| Ковёр (0)           | Открытый воздух (1+0)                     |

* количество побед в одиночном разряде + количество побед в парном разряде.
| №  | Дата          | Турнир        | Покрытие | Соперница в финале | Счёт        |
| 1. | Сентябрь 2022 | Ченнаи, Индия | Хард     | Магда Линетт       | 4-6 6-3 6-4 |